# Scotogramma peculiaris
Scotogramma peculiaris är en fjärilsart som beskrevs av Otto Staudinger 1888. Scotogramma peculiaris ingår i släktet Scotogramma och familjen nattflyn. Inga underarter finns listade.